# Protocuspidaria simplis
Protocuspidaria simplis is een tweekleppigensoort uit de familie van de Protocuspidariidae. De wetenschappelijke naam van de soort werd in 1981 gepubliceerd door Allen & Morgan.